# Sublime Text
Sublime Text е междуплатформен софтуер за обработка на изходен код и текстов редактор с приложно-програмен интерфейс (API), написан на Python. Функционалността му може да бъде допълвана от потребителите чрез плъгини. Повечето от допълненията са с лиценз за свободен софтуер и се разработват и поддържат от потребителите.

## Характеристики
- Goto Anything – бърз достъп до файлове, символи и редове
- Command palette – клавишни комбинации за бързо изпълнение на команди и операции
- Едновременно редактиране на различни части от кода
- Python базирана плъгин система
- Междуплатформен софтуер (Windows, macOS, Linux)

## Версия 2
Sublime Text 2.0.2 е пуснат официално на 8 юли 2013 г. Промените спрямо първата версия са обявени от Skinner на официалния блог, включващ Retina display и поддръжка и Quick Skip Next функционалност.

### Интерфейс
Теми
- Sublime Text съдържа 22 различни теми, с опция за изтегляне на допълнителни теми или създаване на такива чрез външни разширения.
- Функцията за мини картата показва намален преглед на целия файл в горния десен ъгъл на екрана. Видимата от основния панел за редактиране част от файла е подчертана на мини картата. Също така кликването и плъзгането по нея преместват текста в редактора.

Панели, групи и режими на екрана
Програмата предлага разновидност от режими на екрана. Те включват режим, в който са показани до 4 файла едновременно, и режим без разсейвания, в който е показан само един файл, а допълнителните менюта са скрити.

### Функционалност
Едновременно редактиране
Тази функционалност позволява на потребителя да избира наведнъж цели колони или да поставя в текста повече от един курсор. По този начин се постига едновременно редактиране. Всеки курсор се държи, сякаш е единственият в текста. Команди като придвижване по знаци или по редове, избиране на текст, придвижване по думи или части от думи (например отбелязани с вътрешни главни букви в стил CamelCase, тирета или долни черти), придвижване до началото или края на реда и други влияят поотделно върху всеки курсор. Това позволява да се редактират сравнително прости повтарящи се структури без помощта на макроси и регулярни изрази.
Автоматично довършване
Sublime Text предлага автоматично да довършва думи и променливи, докато потребителят пише, в зависимост от използвания език.
Открояване на синтаксиса и контрастно изображение
Тъмният фон на Sublime Text е избран, за да се намали умората на очите и да се увеличи контрастът с текста. Определени синтактични елементи се оцветяват в различни цветове, за да се отличават по-добре.
Компилиране в редактора
Тази функционалност позволява на потребителите да стартират код на определени езици директно в редактора, което премахва нуждата от превключване към командния ред. Тази функционалност може да се използва също така и за автоматично компилиране на кода при запазване на файла.

### Допълнителни пакети
Package Control е диспечер на пакети за Sublime Text, който позволява намиране, инсталиране, надстрояване и премахване на приставки, обикновено без рестартиране на редактора. Той автоматично поддържа пакетите актуализирани, като ги изтегля от GitHub, BitBucket и собствена, базирана на JSON система за разпространение. Освен това се грижи за обновяването на пакети, клонирани от GitHub и BitBucket с Git и Hg, и предоставя команди за разрешаване и забраняване на пакети. Налице е и команда за архивиране на директория с пакети във файл с разширение .sublime-package.
Следват някои от по-важните пакети от трети страни:
- SublimeCodeIntel – възможностите му включват бърз преход към дефиницията на символ и подсказки (tooltips) за обръщения към функции.
- Sublime Goto Documentation – отваря документация, свързана с маркираната функция.
- Bracket Highlighter – подобрява вградената функционалност на Sublime Text за открояване на двойки скоби.
- Sublime dpaste – изпраща избрания текст към услугата dpaste.com.[5]
- SublimeLinter – извършва проверка на кода за JavaScript, Perl, PHP, Python, Ruby и други езици.
- Side Bar Enhancements – подобрява страничната лента на Sublime Text 2 с нови опции за изтриване, отваряне, преместване, създаване, редактиране и намиране на файлове.
- ColorSublime – разширява броя на достъпните теми от стандартните 22 до повече от 250 общодостъпни цветови схеми.
- WordPress – добавя автоматично довършване и готови елементи (snippets) за платформата за блогове WordPress.
- Git – интегрира в Sublime Text функционалност за Git.

## Версия 3
Две от основните характеристики, които Sublime Текст 3 добавя, включват символно индексиране и управление на прозореца. Символното индексиране позволява Sublime Text да сканира файлове и да създава индекс за улесняване на функциите Goto Definition и Goto Symbol в проекта. Pane managemant позволява на потребителите да се движат между прозорците чрез клавишни комбинации.

## Поддържани езици за програмиране[6]
Sublime Text поддържа синтактично открояване за доста програмни езици и файлове формати, като:
- ActionScript
- AppleScript
- ASP
- Batch files
- C
- C++
- C#
- Clojure
- CSS
- D
- Diff
- Erlang
- Go
- Graphviz (DOT)
- Groovy
- Haskell
- HTML
- Java
- JSP
- JavaScript
- JSON
- LaTeX
- Lisp
- Lua
- Makefiles
- Markdown
- MATLAB
- Objective-C
- OCaml
- Perl
- PHP
- Python
- R
- Rails
- Regular Expressions
- reStructuredText, Ruby
- Scala
- Shell scripts (Bash)
- SQL
- Tcl
- Textile
- XML
- XSL
- YAML

Допълнително могат да се инсталират и плъгини, предлагащи разширяване на списъка с поддържаните езици.